# Tulunider

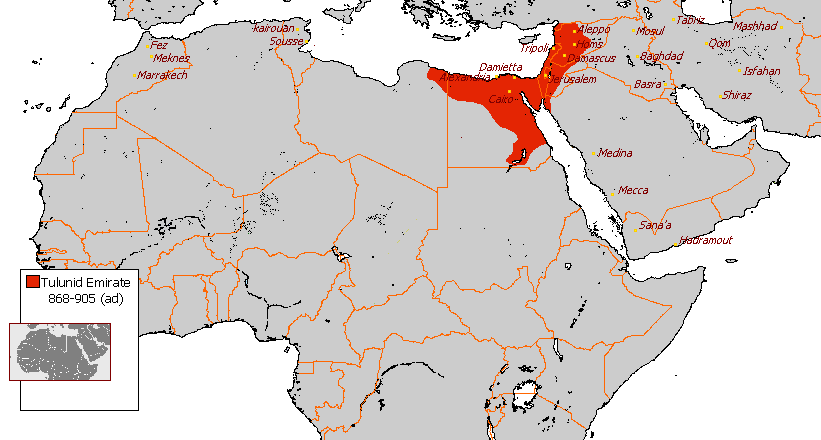
Tuluniddynastins territorium

Tulunider var den första självständiga islamiska dynastin i Egypten och härskade där mellan 868 och 905.
När abbasiderna på 800-talet på grund av interna motsättningar började förlora kontrollen över sina randstater tog abbasidgeneralen Ahmad ibn Tulun 868 makten i Egypten. Då man nu inte behövde betala skatt till abbasiderna var det möjligt att förstärka flottan och bygga ut bevattningsanläggningarna i landet. Härigenom främjades starkt både lantbruket och handeln. 878 erövrades Palestina och Syrien för att bättre kunna skydda Egypten från angrepp av abbasiderna.
Uppförande av moskéer och andra byggnader samt en ståtlig hovhållning ruinerade efter hand landets finanser. Bland andra byggdes 876-879 den äldsta ännu bevarade moskén i Kairo. 905 återerövrades Egypten av abbasiderna.